# Сабировская улица
Саби́ровская у́лица — улица в Приморском районе Санкт-Петербурга. Проходит от Сестрорецкой железной дороги до Серафимовского кладбища.

## История
Название известно с 1883 года и происходит от фамилии землевладельца генерал-майора И. И. Сабира. Изначально улица называлась Сабировским переулком. Переулок проходил в другом месте. В 1894 году переулок стал улицей и удлинился до того места, где сейчас кончается улица Академика Шиманского. В 1896 году Сабировская улица была продлена ещё дальше — через железную дорогу до Полевой Сабировской улицы. В 1958 году вся старая часть улицы исчезла, остался лишь участок от железнодорожной линии до Полевой Сабировской улицы.

## Транспорт
Ближайшая станция метро — «Старая Деревня».

## Пересечения
- Полевая Сабировская улица

## Достопримечательности
- Дом № 35 — здание конторы Технохимического завода полиграфической краски и лаков А. И. Шадрина, построено в 1910 году в стиле модерн по проекту арх-ра Ф. Д. Павлова[1]  781711206240005
- Серафимовское кладбище